# Аттик (архиепископ Константинопольский)
Архиепископ Аттик (греч. Ἀρχιεπίσκοπος Ἀττικός; умер 10 октября 425 или 426) — архиепископ Константинопольский (начало марта 406 — 10 октября 425/426).
Преемник архиепископа Арсакия с марта 406 года. Изначально был оппонентом Иоанна Златоуста и сторонником поставления Арсакия архиепископом Константинопольским. От него сохранились четыре письма, включённые в 65-й том Patrologia Graeca. Память в Православной церкви совершается 8 января и 11 октября по юлианскому календарю.